# Teofil Dziama

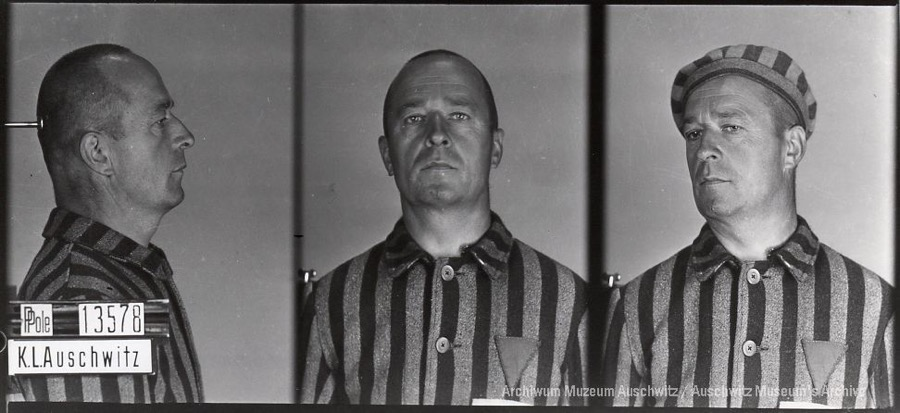
Teofil Dziama więzień KL Auschwitz

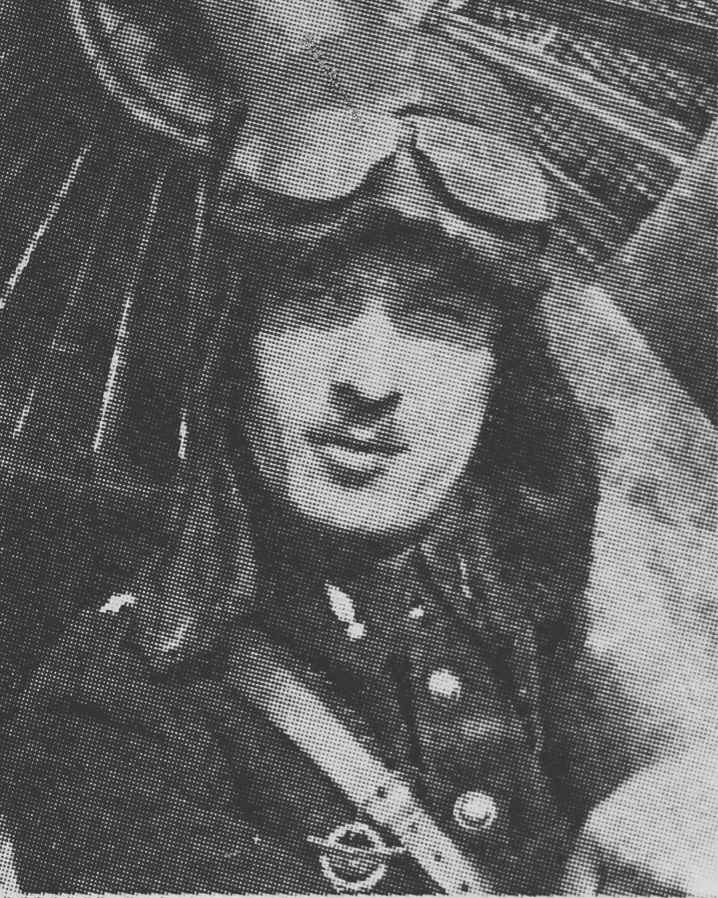
Teofil Dziama ppor. pilot; 16 Eskadra Wywiadowcza

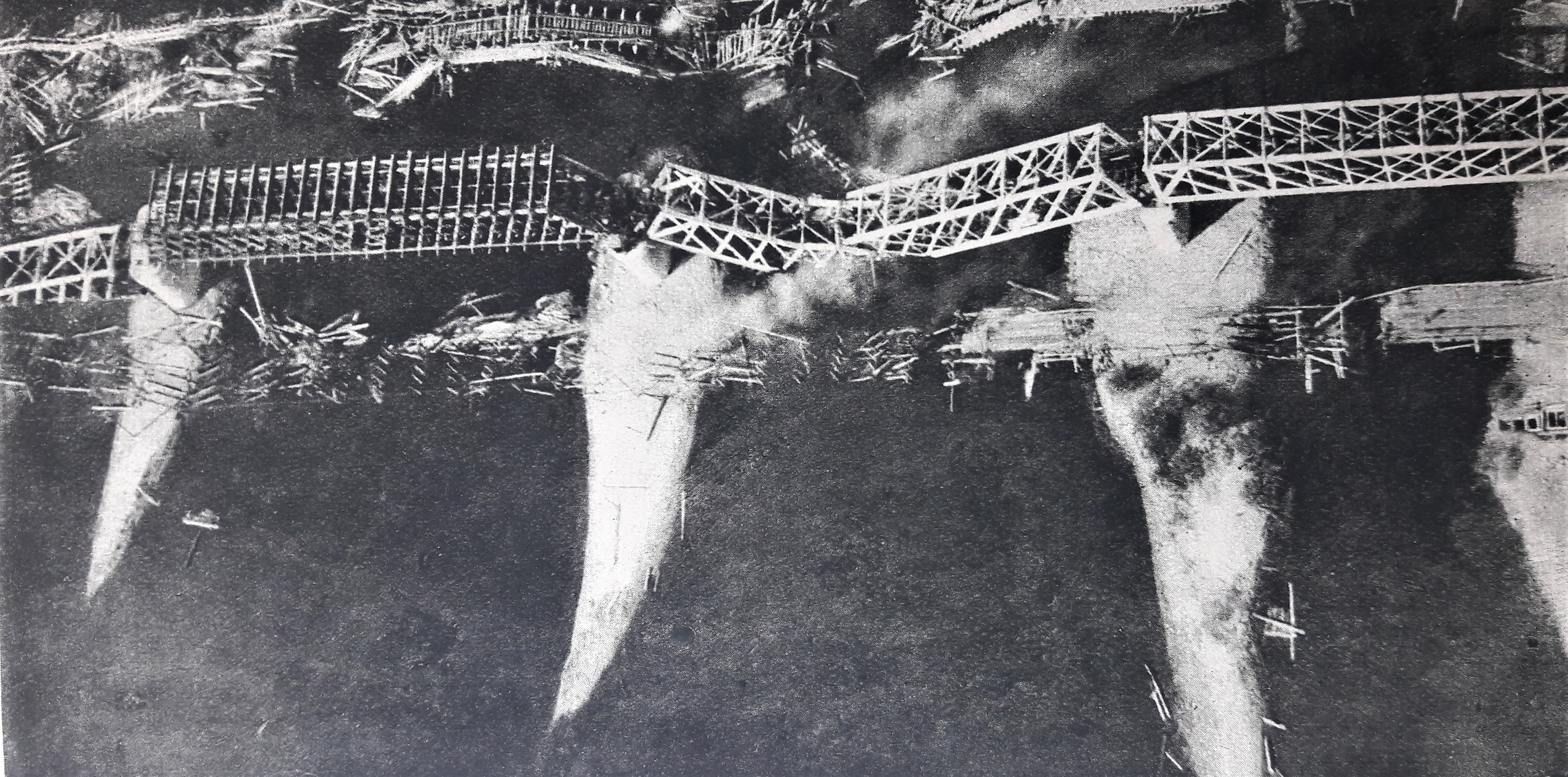
Zniszczone mosty na Niemnie - zdjęcie wykonała 30 IX 1920 załoga kpt. pilot Teofil Dziama i ppor. obs. Michał Blaicher

Teofil Bogumił Dziama (ur. 5 stycznia 1895 w Zalesiu, zm. 11 października 1943 w Auschwitz-Birkenau) – podpułkownik pilot Wojska Polskiego, kawaler Orderu Virtuti Militari.

## Życiorys
Syn Emila i Aliny z domu Michałek. Po zdaniu matury rozpoczął studia na politechnice lwowskiej, był członkiem Drużyn Sokolich. Po wybuchu I wojny światowej wstąpił do Legionów Polskich, został wcielony do 16 kompanii 2 pułku piechoty Legionów. Do wiosny 1915 roku służył na froncie w Karpatach, następnie został przeniesiony do 4 pułku piechoty Legionów. W latach 1915–1916 brał udział w walkach na Lubelszczyźnie, Polesiu i Wołyniu. Po kryzysie przysięgowym został wcielony do 40 pułku piechoty armii Austro-Węgier i skierowany na front włoski. W 1918 roku dostał się do niewoli alianckiej i został skierowany do armii Hallera. Wstąpił do formujących się oddziałów lotnictwa, przeszedł szkolenie w zakresie pilotażu w Longvie i Pau oraz szkolenie pilotów myśliwskich w Biscarrosse. Został przydzielony do służby w 39 eskadrze breguetów. Po powrocie do Polski służył od 10 czerwca 1920 roku w 17 eskadrze wywiadowczej w Warszawie, a od 27 sierpnia w 16 eskadrze wywiadowczej, operującej z lotniska mokotowskiego. Na początku września eskadra przebazowana została na lotnisko Markowszczyzna koło Białegostoku i podporządkowana dowódcy 2 Armii. Stąd wykonywała loty na dalekie rozpoznanie, a później walczyła w bitwie nad Niemnem. 19 września, w załodze z Michałem Blaicherem rozpoznał rejon dworca kolejowego w Lidzie. 22 września, również w załodze z Michałem Blaicherem, wyróżnił się podczas ataków szturmowych na oddziały Armii Czerwonej.
26 września wyróżnił się wykonując zadanie spędzenia sowieckich saperów z mostów na Niemnie w rejonie Skidla. 1 października 1920 lecąc samolotem Bristol F.2 Fighter z obserwatorem, ppor. Antonim Romanowskim, zaatakował oddział sowiecki we wsi Horeliszki, a następnie sam został zaatakowany przez trzy sowieckie myśliwce. W stoczonej walce powietrznej trafił i zmusił do lądowania jeden samolot nieprzyjaciela, a sam na uszkodzonym płatowcu powrócił na lotnisko. W październiku jego jednostka przebazowana została na lotnisko Porubanek, przemianowana na eskadrę lotniczą Litwy Środkowej i podporządkowana dowódcy Wojska Litwy Środkowej. 4 i 5 października, w załodze z Michałem Blaicherem, wyróżnił się podczas lotu wywiadowczego na rozpoznanie mostów i przepraw na linii kolejowej Lida – Mołodeczno. 5 listopada 1920 lecąc z obserwatorem, ppor. Lucjanem Moszczeńskim, zbombardował litewskie lotnisko na Poniemoniu.
Z dniem 1 września 1922 przeniesiony został z 2 do 1 pułku lotniczego w Warszawie, w którym objął dowództwo 7 eskadry myśliwskiej im. Tadeusza Kościuszki. W lipcu 1924 został przydzielony z Departamentu IV Ministerstwa Spraw Wojskowych do Wyższej Szkoły Pilotażu na stanowisko szefa pilotażu. W 1925 przeniesiony został do Departamentu IV Żeglugi Powietrznej MSWojsk.. W 1928 dowodził III dywizjonem myśliwskim 1 pułku lotniczego w Warszawie. W 1932 został komendantem bazy 1 pułku lotniczego. Z dniem 30 kwietnia 1935 przeniesiony został w stan spoczynku. W kampanii wrześniowej 1939 pozostawał w dyspozycji dowódcy Lotnictwa MSWojsk.
W czasie okupacji niemieckiej zaangażował się w działalność konspiracyjną. 24 października 1940 razem z żoną Aliną, córką Danutą i synem Mirosławem został zatrzymany przez Gestapo i osadzony na Pawiaku. 4 kwietnia 1941 wywieziony został do niemieckiego obozu koncentracyjnego Auschwitz-Birkenau (nr obozowy: 13578). W obozie został członkiem Związku Organizacji Wojskowej, którego założycielem był rtm. Witold Pilecki. W związku działał razem z ppłk. pil. Juliuszem Gilewiczem i ppłk. dypl. kaw. Kazimierzem Stamirowskim. We wrześniu 1943 został zatrzymany w grupie 78 osób wraz z 28 innymi członkami związku i osadzony w bloku nr 11. 11 października tego roku rozstrzelany razem z 54 innymi osobami. Symboliczny grób znajduje się na cmentarzu ewangelicko-augsburskim w Warszawie (aleja 54, grób 13).

## Awanse
- chorąży – 1 lipca 1916
- podporucznik
- porucznik
- kapitan
- major – 1 grudnia 1924 ze starszeństwem z dniem 15 sierpnia 1924 i 6 lokatą w korpusie oficerów aeronautyki
- podpułkownik – 5 marca 1934 ze starszeństwem z dniem 1 stycznia 1934 i 1 lokatą w korpusie oficerów aeronautyki

## Ordery i odznaczenia
- Krzyż Srebrny Orderu Wojskowego Virtuti Militari nr 8119 (27 lipca 1922)[16]
- Krzyż Niepodległości (6 czerwca 1931)[17]
- Krzyż Walecznych (dwukrotnie)
- Krzyż Zasługi Wojsk Litwy Środkowej[18]
- Medal Pamiątkowy za Wojnę 1918–1921
- Medal Dziesięciolecia Odzyskanej Niepodległości
- Polowa Odznaka Pilota nr 16 (11 listopada 1928)[19]
- Srebrny Medal Waleczności 2 klasy (Austro-Węgry, 1915)[20]
- czechosłowacka Odznaka Pilota (1929)[21]